# هي والرجال (فلم)
هي والرجال هو فيلم مصري تم إنتاجه عام 1965، قصة إحسان عبد القدوس، وإخراج حسن الإمام، وبطولة لبنى عبد العزيز وأحمد رمزي وصلاح قابيل وشمس البارودي.

## تمثيل
- لبنى عبد العزيز
- أحمد رمزي
- صلاح قابيل
- شمس البارودي
- مديحة سالم
- صفاء أبو السعود
- محمد رضا
- ميمي شكيب
- نعيمة الصغير
- نيللي
- الضيف أحمد
- عبد المنعم إبراهيم

## روابط خارجية
- مقالات تستعمل روابط فنية بلا صلة مع ويكي بيانات